# 悲しみと踊らせて
「悲しみと踊らせて」（かなしみとおどらせて）は、テレサ・テンの日本での通算23枚目のシングル曲である。1991年2月27日にトーラスレコードから8センチCD（規格品番：TADL-7321）とカセットテープ（規格品番：TASL-7321）形式でリリースされた。

## 概要
タイトル曲「悲しみと踊らせて」とカップリング曲「寝物語を聴かせて」は、荒木とよひさが作詞、三木たかしが作曲を務めている。

## 収録曲
（全作詞：荒木とよひさ、作曲：三木たかし）
1. 悲しみと踊らせて
編曲：若草恵
2. 寝物語を聴かせて
編曲：飛澤宏元・平野孝幸
3. 悲しみと踊らせて（オリジナル・カラオケ）
4. 寝物語を聴かせて（オリジナル・カラオケ）